# Tarján Rezső
Tarján Rezső (Budapest, 1908. január 8. – Budapest, 1978. december 21.) matematikus, a magyar számítástechnika úttörője.

## Életpályája
Szülővárosában járt iskolába, ahol leginkább a technika, a zene és a színház érdekelte. 1925-ben érettségizett, de a numerus clausus miatt nem vették fel az egyetemre. Egy év múlva Bécsben kezdte meg egyetemi tanulmányait, ahol fizikát, matematikát és filozófiát hallgatott. Doktori tézisének témája a fénydiszperzió volt. A gazdasági válság idején biztosító társaságoknál dolgozott. Kísérletező ember volt, barátai többnyire híradástechnikai szakemberek voltak. 1944-ben munkaszolgálatra hívták be, amelyet egyre súlyosbodó betegséggel vészelt át.
A háború után jelentős feladatokat kapott a magyarországi tudományos és műszaki fejlődés irányításában. Dolgozott az Egyesült Izzóban, majd a Híradástechnikai Iparigazgatóság vezetője, később pedig a Posta Kísérleti Állomás helyettes vezetője lett. 1953-ban letartóztatták, két év múlva szabadult. Ezután is rendületlenül dolgozott a kibernetika fejlesztéséért, elterjesztéséért.
Fontos szerepe volt az első magyar elektronikus digitális számítógép, az M–3 megalkotásában. Hasonlóképpen kiemelkedő érdeme, hogy a kibernetika, a számítástechnika egyre ismertebbé vált az országban. Az 1960-as években előbb a BME híradástechnikai tanszékén, majd az Országos Műszaki Fejlesztési Bizottságban dolgozott. Alapítója és első elnöke volt a Neumann János Számítógép-tudományi Társaságnak.

## Munkássága
1956-tól több alapvető munkát közölt a kibernetika tárgyáról, problémáiról, a „gondolkodógépek” jelentőségéről.

### Főbb művei
- A kibernetika fő problémái. Magyar Tudomány, 1956.
- Neumann János elektronikus számítógépekkel kapcsolatos munkássága. Matematikai Lapok, 1958.
- Gondolkodó gépek. Budapest, 1958.
- Utószó Neumann János A számítógép és az agy című művéhez. Budapest, 1964.
- A kibernetika klasszikusai. Válogatott tanulmányok. Bevezető és összekötő szöveg. Budapest, 1965.
- Bevezető tanulmány a Norbert Wiener Válogatott tanulmányok című kötethez, Budapest, 1974.